# Bayrischer Platz (Leipzig)
Der Bayrische Platz in Leipzig ist der Kreuzungsbereich mehrerer Hauptverkehrsstraßen vor dem ehemaligen Bayerischen Bahnhof und kein Stadtplatz im klassischen Sinn. Diesen Charakter besitzt nur ein kleiner Teil von ihm auf der westlichen Seite (siehe unten).

## Lage
Der Bayrische Platz liegt etwa 750 m in südöstlicher Richtung vom Roßplatz als dem Südrand der Innenstadt entfernt. Am Bayrischen Platz treffen sich von Nordwesten kommend die Windmühlenstraße, von Norden die Nürnberger Straße, von Südosten die Straße des 18. Oktober und von Süden die Arthur-Hoffmann-Straße (früher Bayrische Straße). Noch in Kreuzungsnähe treffen auf die Arthur-Hoffmann-Straße die Riemannstraße (früher Albertstraße) und auf die Straße des 18. Oktober die Paul-List-Straße (früher Carolinenstraße) sowie die Philipp-Rosenthal-Straße. Auf dem Platz halten die Straßenbahnlinien 2, 9 und 16.
Der Bayrische Platz gehört zum Ortsteil Zentrum-Südost.

## Geschichte
Im Jahr 1841 wurde am „Platz vor dem Windmühlentor“ mit dem Bau des Bahnhofs der Sächsisch-Bayerischen Eisenbahn-Compagnie begonnen. Im Juni 1842 erhielt der Platz den Namen Bayerscher Platz. Mit dem Bahnhofsbau setzte auch im Umfeld eine rege Bautätigkeit ein, insbesondere im gastronomischen Bereich, wie zum Beispiel mit dem Siebenmännerhaus neben dem Bahnhof und dem Hotel Hochstein (heute Hotel am Bayrischen Platz), in welchem 1874 Karl Marx (1818–1883) bei seinem Besuch bei Wilhelm Liebknecht (1826–1900) abstieg.

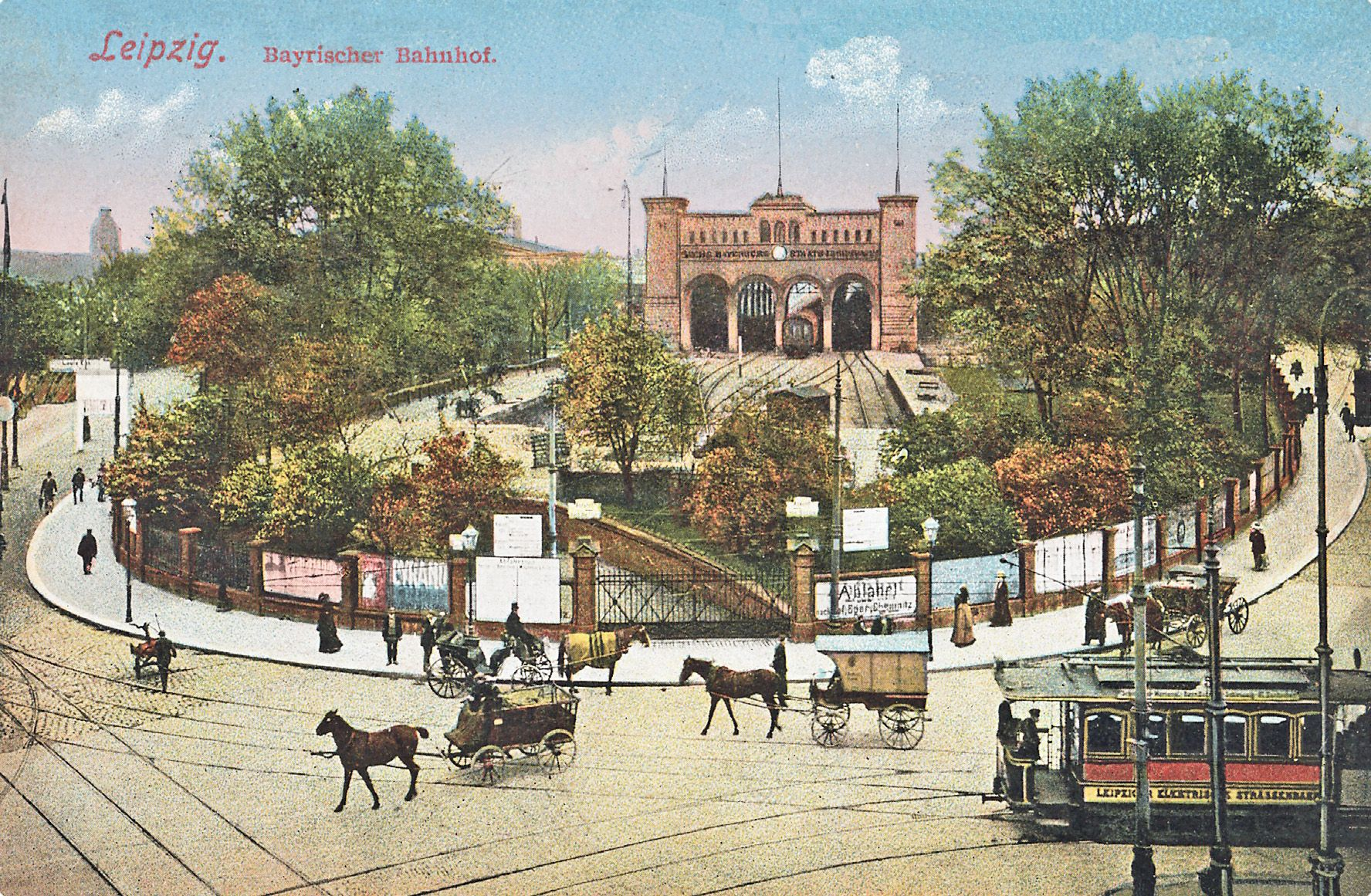
Bayerischer Bahnhof mit Vorgelände, um 1900
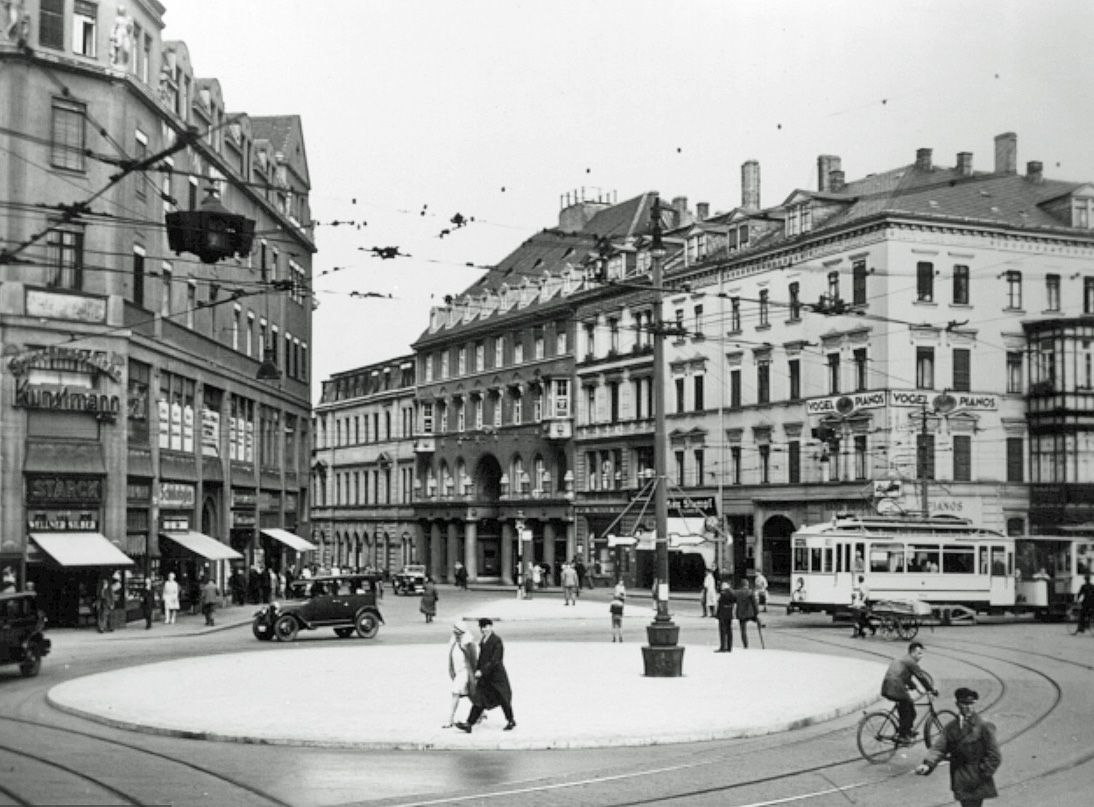
Bayrischer Platz um 1920 (Bahnhofsgegenseite)
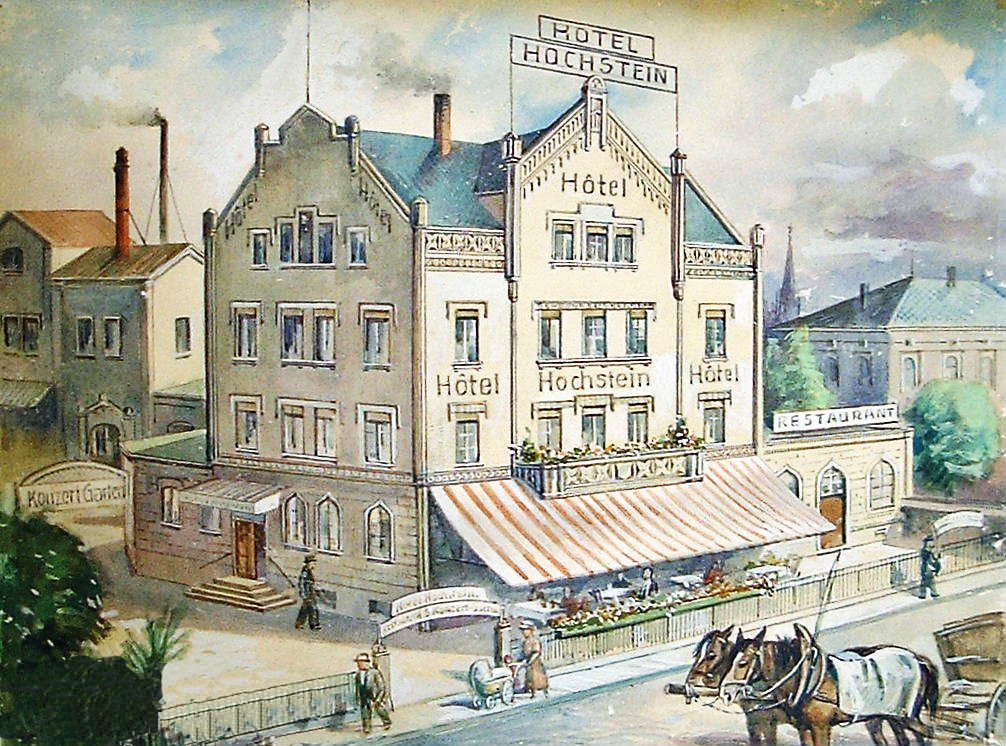
Hotel Hochstein um 1900

In der Folgezeit wurden die zusammentreffenden Straßen bis an den Platz mit geschlossener Randbebauung versehen, sodass ein relativ enger Verkehrsknoten entstand. Nur der vor dem Portikus des Bahnhofs als Bahnbetriebsgelände genutzte Bereich blieb von Randbebauung frei.
Im Zweiten Weltkrieg wurde die Bebauung auf der Westseite des Bayrischen Platzes total zerstört. Der Wiederaufbau begann 1961 mit drei quer zur nunmehr verbreiterten Windmühlenstraße stehenden siebengeschossigen Plattenbauten, deren östlicher mit 45 Meter Abstand zur Fahrstraße den Bayrischen Platz begrenzt. Dabei wurde die Riemannstraße leicht verschwenkt und damit aus dem zentralen Kreuzungsbereich herausgenommen. Zwei Jahre später begann der Bau eines Achtgeschossers parallel zur Windmühlenstraße, wiederum mit Abstand zur Straße, was dem Bayrischen Platz einen weiteren Größenzuwachs bescherte.
2001 wurde der Bahnbetrieb auf dem Bayerischen Bahnhof vollständig eingestellt, nachdem bereits ein Jahr zuvor in den den Krieg überdauernden Gebäuden seiner Westseite eine Gaststätte eingerichtet worden war. 2013 wurde der Tiefbahnhof im Citytunnel in Betrieb genommen mit glasbedachtem Zugang vom Bayrischen Platz.

## Bebauung
Adressen mit der Bezeichnung Bayrischer Platz besitzen nur das Gasthaus & Gosebrauerei Bayerischer Bahnhof (Nr. 1) sowie der Zugang zum S-Bahnhof (Nr. 2). Alle anderen den Platz umgebenden Bauten sind den einlaufenden Straßen zugeordnet.
Weiter im Uhrzeigersinn begrenzt zunächst ein achtgeschossiges Wohngebäude an der Arthur-Hoffmann-Straße teilweise den Platz. Dann folgt nördlich der Riemannstraße und zu dieser gehörig ein verputzter Plattenbau mit Ladenzone. Er besitzt einen eingeschossigen Anbau mit einem Café, das den Platz davor auch als Freisitz nutzt. Zweimal in der Woche findet hier auch ein Wochenmarkt statt. Vor dem Wohngebäude steht die Bronzeplastik Tanzendes Paar des Leipziger Bildhauers Fritz Przibilla. Damit besitzt dieser relativ kleine Bereich den eigentlichen Charakter eines Stadtplatzes.
Das parallel zur Windmühlenstraße stehende Gebäude besitzt in Platzrichtung einen Kopfbau auf Stahlbetonstützen mit eingeschobenem Flachtrakt. Dieser enthielt zunächst eine Gaststätte, die dann einem Drogeriemarkt wich. Der zwei- und dreigeschossige Eckbau Nürnberger Straße/Straße des 18. Oktober ist das 2012 eröffnete Gebäude der Universitätszahnklinik. Schließlich folgen das Hotel am Bayrischen Platz und drei weitere Gebäude, alle am Beginn der Paul-List-Straße (Nr. 5–11), aus den 1850er Jahren stammend  und unter Denkmalschutz stehend (siehe Liste der Kulturdenkmale in Leipzig).

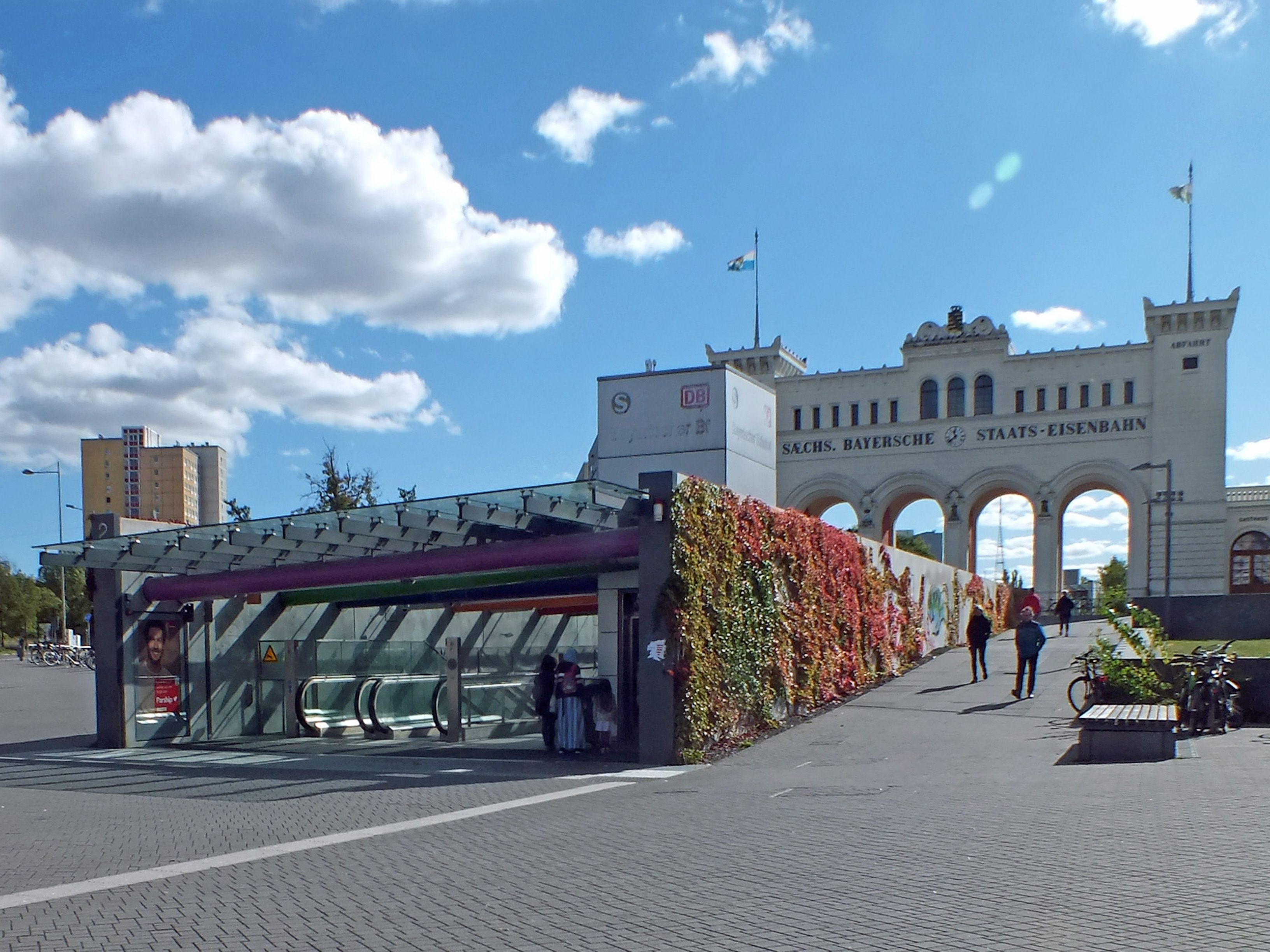
S-Bahn-Zugang und historischer Portikus des Bahnhofs (2020)
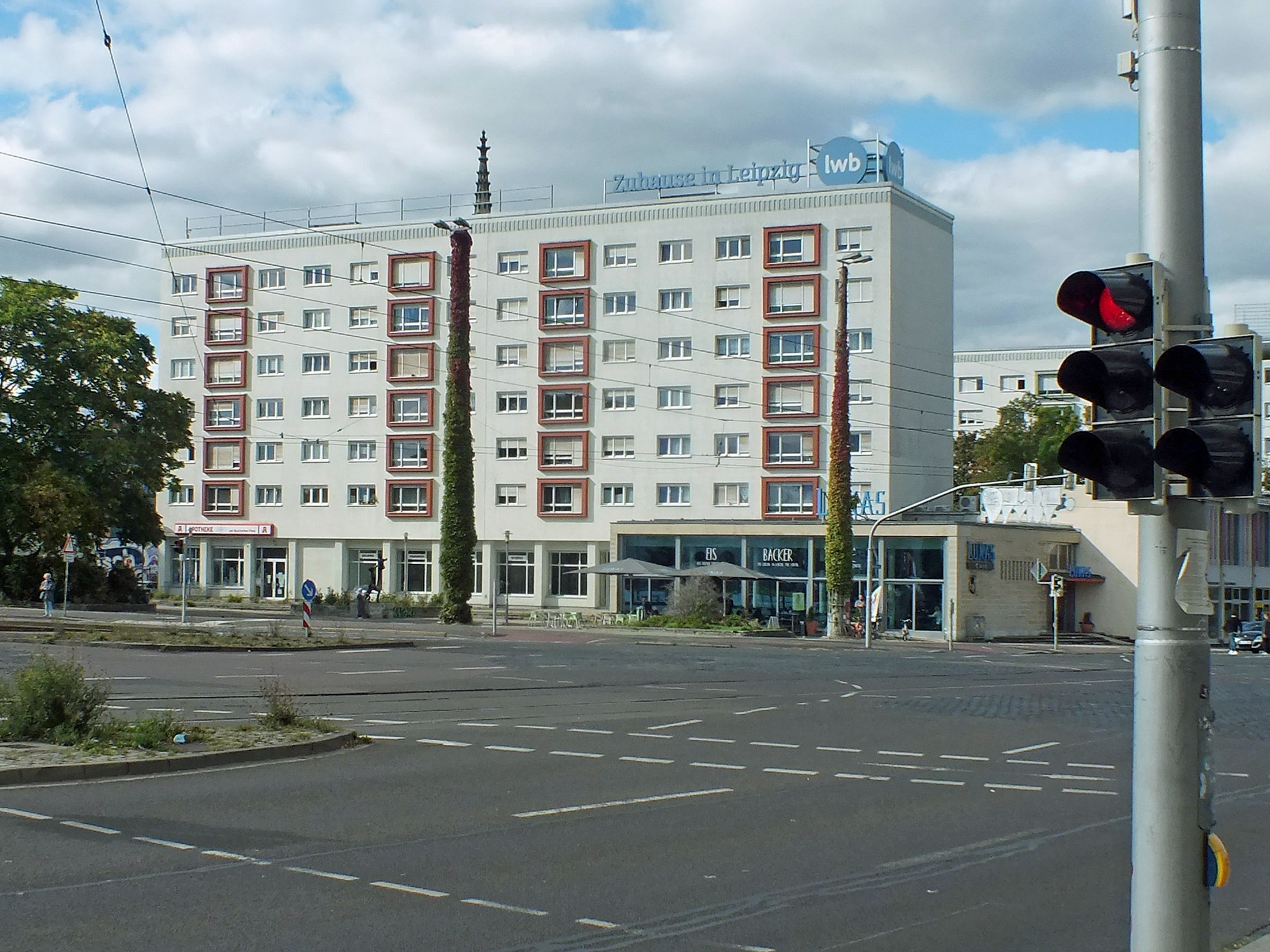
Westteil des Platzes (2020)
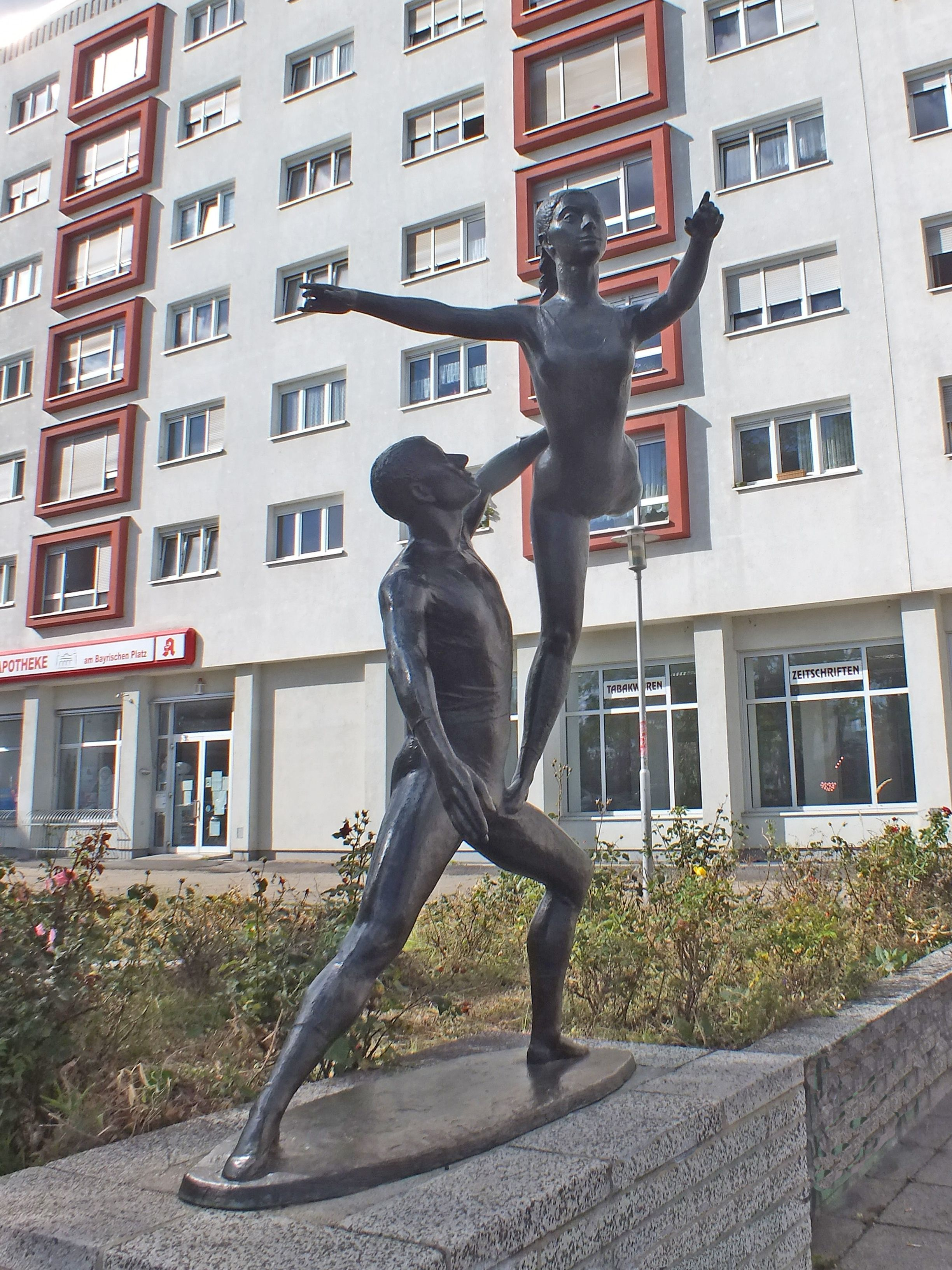
Tanzendes Paar, von 1970 (2020)
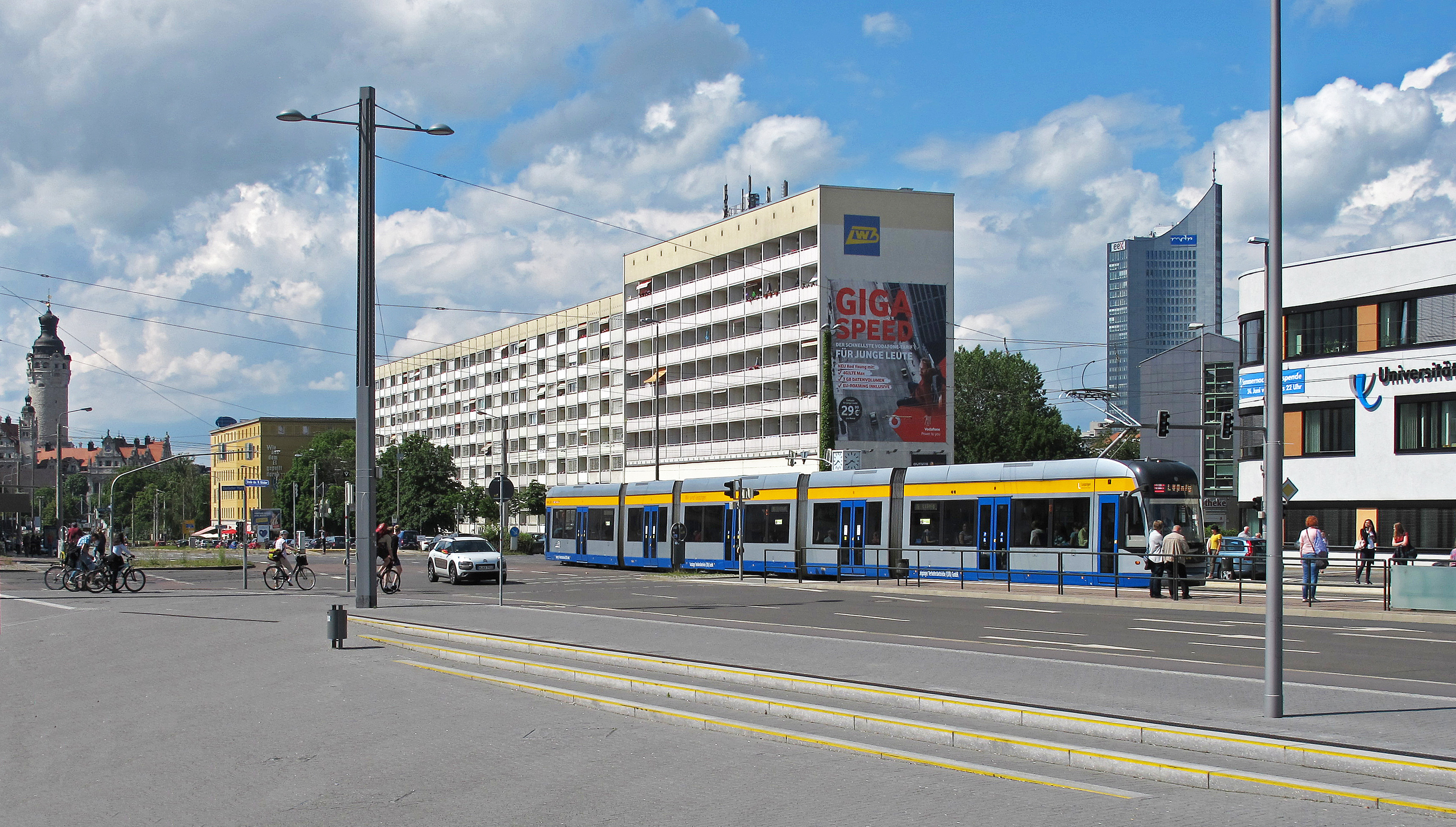
Bebauung Windmühlenstraße, rechts Uni-Zahnklinik (2020)
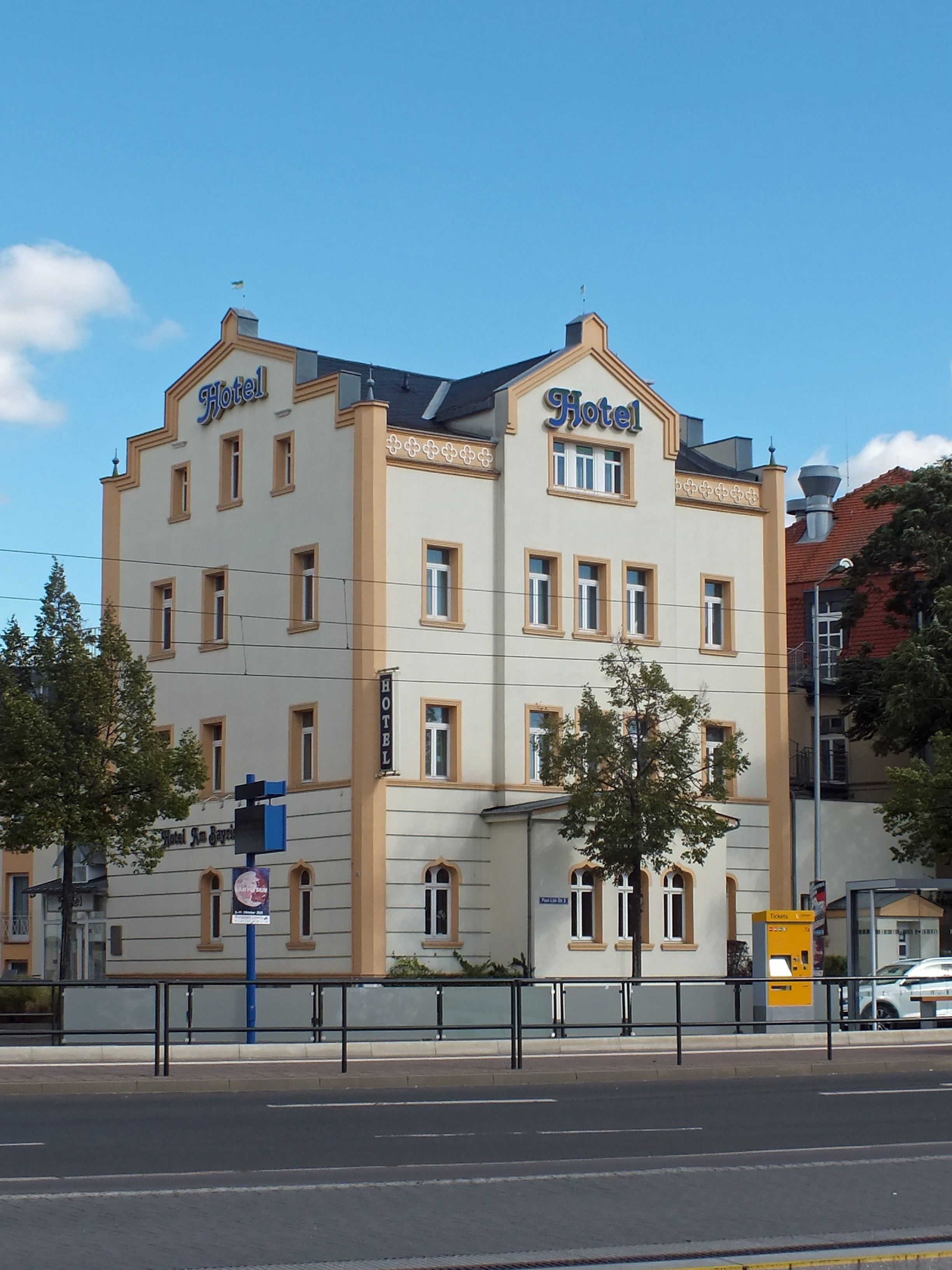
Hotel am Bayrischen Platz (2020)